# Ikililou Dhoinine
Ikililou Dhoinine (Mohéli, 14 agosto 1962) è un politico comoriano, Presidente delle Comore dal maggio 2011 al maggio 2016. Esponente del Movimento Baobab, è stato eletto in occasione delle elezioni presidenziali del 2010.